# Бузін Євген Іванович
Євген Іванович Бузін (24 лютого 1916, Оренбурзька губернія, Російська імперія — 26 квітня 1969, Ташкент, СРСР) — радянський вчений-механік, доктор технічних наук (1957). Член-кореспондент Академії наук Узбецької РСР (1962).

## Життєпис
Народився 24 лютого 1916 року в Оренбурзькій губернії.
Закінчивши Середньоазійський державний університет (нині Національний університет Узбекистану імені Мірзо Улугбека) у 1939 році, влаштувався на роботу у Середньоазійський індустріальний інститут (нині Ташкентський державний технічний університет імені Іслама Карімова). З 1941 по 1943 рік брав участь у Великій Вітчизняній війні.
З 1948 по 1950 роки — вчений секретар відділу технічної та геологічної хімії Президії Академії наук Узбецької РСР. З 1950 по 1955 роки — старший науковий співробітник Інституту математики і механіки АН УзРСР.
У 1955 році перейшов на роботу до Фрунзенського політехнічного інституту (нині Киргизький державний технічний університет імені І. Раззакова), де отримав посаду доцента і очолив організовану того ж року загальнотехнічну кафедру у складі гірничо-геологічного факультету. Після її об'єднання з кафедрою опору матеріалів і перейменування на кафедру теоретичної механіки та опору матеріалів у 1957 році продовжував керівництво до 1959 року.
У 1957 році захистив дисертацію на здобуття наукового ступеня доктора технічних наук.
Повернувшись до Узбекистану у 1959 році, обіймав посади завідувача кафедри прикладної механіки Ташкентського інституту інженерів залізничного транспорту і завідувача відділом Інституту механіки і сейсмостійкості споруд АН УзРСР. З 1962 року — член-кореспондент АН УзРСР.
Пішов із життя 26 квітня 1969 року. Похований на Боткінському кладовищі.

## Наукова діяльність
Євген Бузін займався переважно питаннями механіки деформованого твердого тіла в різних областях прикладного застосування. Крім того, у сферу його наукових інтересів входили завдання механіки рідини і газу. Авторству вченого належить понад 50 наукових робіт.